# Chantal Leclerc
Chantal Leclerc, po mężu Aubry (ur. 21 kwietnia 1953 w Paryżu) – francuska lekkoatletka, sprinterka i biegaczka średniodystansowa.
Odpadła w eliminacjach biegu na 400 metrów na halowych mistrzostwach Europy w 1971 w Sofii. Na halowych mistrzostwach Europy w 1973 w Rotterdamie zdobyła srebrny medal w sztafecie 4 × 2 okrążenia (sztafeta francuska biegła w składzie: Colette Besson, Chantal Jouvhomme, Leclerc i Nicole Duclos), a w biegu na 400 metrów odpadła w eliminacjach. Wystąpiła w biegu na 800 metrów na halowych mistrzostwach Europy w 1977 w San Sebastián i halowych mistrzostwach Europy w 1978 w Mediolanie, ale w obu przypadkach odpadła w eliminacjach.
Była mistrzynią Francji w biegu na 400 metrów w 1973 i 1974 oraz wicemistrzynią w biegu na 800 metrów w 1978. Była również halową mistrzynią swego kraju 1975 oraz w biegu na 800 metrów w 1977 i 1978, wicemistrzynią w biegu na 400 metrów w 1973 oraz brązową medalistką w biegu na 800 metrów w 1975.
26 lutego 1977 ustanowiła halowy rekord Francji w sztafecie 4 × 400  metrów czasem 3:41,2, który przetrwał do 1991.
Rekordy życiowe Leclerc:
- bieg na 400 metrów – 52,9 (1974)
- bieg na 800 metrów – 2:05,5 (1978)